# Epidemia de virus del Zika de 2015-2016
La epidemia de virus del Zika fue un gran brote epidémico de fiebre del Zika que empezó en Brasil a comienzos de abril de 2015 y se extendió a otros países en Sur, Centroamérica y el Caribe. Las autoridades locales sospechan que el brote se debió al aumento de visitantes extranjeros que llegaron al país para la Copa Mundial de Fútbol de 2014, ligado a la gran población de los mosquitos vectores Aedes aegypti y A. albopictus en la región. Antes de este brote, el virus había estado presente únicamente en África, Asia y el Pacífico. Sin embargo, investigadores de la Polinesia Francesa argumentaron que ninguno de los países del Pacífico con poblaciones circulantes de virus del Zika, habían participado en el campeonato de fútbol y sugirieron la posibilidad que el brote estuviera relacionado con el Campeonato Mundial de Va'a de carreras de canoas, que ocurrió en agosto de 2014. Algunos medios de comunicación brasileños también han sugerido que el zika pudo haber entrado a Brasil a través de viajeros que asistieron a la visita del papa Francisco a Río de Janeiro en 2013. No obstante, ninguna de esas tres teorías se ha confirmado. La OMS espera que el virus se propague a todo el continente americano exceptuando los países de Canadá y Chile (aunque sí existe transmisión en el territorio de Isla de Pascua).
Además de la fiebre del Zika, se detectó una alta incidencia de la enfermedad autoinmune conocida como síndrome de Guillain-Barré en la Polinesia Francesa durante el brote de 2013 y más tarde en este brote iniciado en Brasil. También y por primera vez, el virus del Zika fue relacionado con casos de microcefalia en recién nacidos durante este brote epidémico en Brasil.

## Virus del Zika
El virus del Zika (ZIKV) es un Flavivirus transmitido por vectores, y causa la enfermedad del mismo nombre. Este virus pertenece a la misma familia que la fiebre amarilla, el dengue, el virus del Nilo Occidental, y la encefalitis japonesa, y es transmitido por diversos mosquitos del género Aedes. El martes 2 de febrero de 2016 Estados Unidos ha confirmado el primer caso de transmisión por contacto sexual.

## Epidemiología
Aunque en febrero de 2014 las autoridades chilenas confirmaron un caso de transmisión autóctona en la Isla de Pascua, el mismo coincidió con un brote en Nueva Caledonia y las Islas Cook en el Océano Pacífico. La transmisión del virus en territorio continental de América comenzaría en abril de 2015, siendo el virus del Zika confirmado como la causa de un brote de una enfermedad similar al dengue en las zonas norte y oriental de Brasil. En el distrito de Camaçari y la vecina ciudad de Salvador, capital del estado de Bahía, se demostró que la enfermedad anteriormente desconocida y que afectó a los pacientes con síntomas parecidos a los de la gripe, seguidos por rash y artralgias, fue causada por virus del Zika, utilizando técnicas de RT-PCR por investigadores de la Universidad Federal de Bahía. La propagación siguió un patrón similar al brote previo de virus de chikunguña en la misma región, otra enfermedad anteriormente desconocida en la población local. El virus llegó a Colombia en octubre y a otros países de Latinoamérica, incluyendo a países del Caribe entre noviembre y diciembre. Para comienzos de 2016, se confirmaron reportes de casos de la enfermedad en la mayoría de países de sur, Centroamérica y el Caribe.
También se han reportado casos de la enfermedad en personas provenientes de América del Sur a Europa y los Estados Unidos. Un caso específico era de un viajero que regresó en marzo de 2015 a Italia proveniente de Brasil. Adicionalmente, unos pocos casos de viajeros infectados con virus del Zika fueron reportados en los Estados Unidos, y 3 casos más en el Reino Unido.

### Número de casos
| País                                 | Casos sospechosos | Casos confirmados | Total              |
| ------------------------------------ | ----------------- | ----------------- | ------------------ |
| Antigua y Barbuda                    | 14                | 5                 | 19                 |
| Aruba                                | 0                 | 28                | 28                 |
| Argentina                            | 0                 | 26                | 26                 |
| Australia                            | 0                 | 1                 | 1[cita requerida]  |
| Bahamas                              | 0                 | 21                | 21                 |
| Barbados                             | 0                 | 37                | 37                 |
| Bolivia                              | 0                 | 140               | 140                |
| Bonaire                              | 0                 | 85                | 85                 |
| Brasil                               | 174003            | 78421             | 252424             |
| Canadá                               | 0                 | 18                | 18[cita requerida] |
| Chile                                | 0                 | 13                | 13[cita requerida] |
| China                                | 0                 | 1                 | 1[cita requerida]  |
| Colombia                             | 35399             | 1612              | 37011              |
| Costa Rica                           | 0                 | 44                | 44                 |
| Cuba                                 | 0                 | 3                 | 3                  |
| Curazao                              | 0                 | 1                 | 1                  |
| Dominica                             | 0                 | 79                | 79                 |
| Ecuador                              | 0                 | 833               | 833                |
| El Salvador                          | 8584              | 3                 | 8587               |
| España                               | 0                 | 8                 | 8[cita requerida]  |
| Estados Unidos                       | 0                 | 183               | 183                |
| Granada                              | 0                 | 109               | 109                |
| Guayana Francesa                     | 790               | 99                | 889                |
| Guadalupe                            | 221               | 25                | 246                |
| Guatemala                            | 278               | 105               | 383                |
| Guyana                               | 0                 | 1                 | 1                  |
| Haití                                | 329               | 5                 | 334                |
| Honduras                             | 4590              | 2                 | 4592               |
| Indonesia                            | 0                 | 1                 | 1[cita requerida]  |
| Israel                               | 0                 | 1                 | 1[cita requerida]  |
| Italia                               | 0                 | 61                | 61[cita requerida] |
| Jamaica                              | 0                 | 1                 | 1                  |
| Martinica                            | 6050              | 12                | 6062               |
| México                               | 0                 | 201               | 201                |
| Nicaragua                            | 0                 | 66                | 66                 |
| Panamá                               | 0                 | 88                | 88                 |
| Paraguay                             | 0                 | 12                | 12                 |
| Perú                                 | 0                 | 171               | 171                |
| Puerto Rico                          | 0                 | 34562             | 34562              |
| Portugal                             | 0                 | 7                 | 7                  |
| República Dominicana                 | 4898              | 327               | 5225               |
| San Martín                           | 0                 | 7                 | 7                  |
| Samoa Americana                      | 271               | 10                | 281                |
| San Vicente y las Granadinas         | 0                 | 1                 | 1                  |
| San Martín                           | 0                 | 2                 | 2                  |
| Surinam                              | 1097              | 6                 | 1103               |
| Tailandia                            | 0                 | 1                 | 1[cita requerida]  |
| Tonga                                | 2010              | 36                | 2046               |
| Trinidad y Tobago                    | 59                | 4                 | 63                 |
| Islas Vírgenes de los Estados Unidos | 0                 | 1                 | 1                  |
| Venezuela                            | 4696              | 4                 | 4700               |
| Total                                | 134,460           | 2,881             | 137,341            |

## Cuadro clínico
Los síntomas más comunes de la infección con el virus incluyen dolores de cabeza leves, eflorescencia (rashs) o erupciones maculopapulares, fiebre, malestar general, conjuntivitis, y dolores articulares. Se considera a la fiebre del Zika como una enfermedad relativamente leve y limitada, y solo 1 de cada 5 personas desarrollarán los síntomas sin llegar a ser fatal. En casos raros, se sospecha que el zika genera complicaciones como el Síndrome de Guillain-Barré.

### Relación con microcefalia
En noviembre de 2015, el virus del Zika fue detectado y aislado en un recién nacido con microcefalia y otros problemas congénitos, en el estado nororiental de Ceará, Brasil. En 2015, ocurrieron en total 2782 casos de microcefalia comparados con los 147 de 2014 y 167 de 2013. La revista médica The Lancet informó que en enero de 2016, el Ministerio de Salud de Brasil había "confirmado 134 casos de microcefalia presuntamente asociados con infección de virus del Zika — 2165 casos adicionales de 549 municipios en 20 estados están bajo investigación". El Ministerio de Salud de Brasil confirmó a finales de enero de 2016 que el vínculo previamente sospechado entre la infección de Zika en mujeres embarazadas y microcefalia en recién nacidos existe.
También en enero de 2016, nació una bebé con microcefalia en Oahu, siendo el primer caso de daño cerebral durante la gestación vinculada al virus en los Estados Unidos. El bebé y la madre resultaron positivos en pruebas de virus del Zika. La madre, quién probablemente habría adquirido el virus mientras viajó por Brasil en mayo de 2015 durante las etapas tempranas de su embarazo, reportó síntomas de fiebre del Zika durante esa época, recuperando su salud antes de regresar a Hawái. A pesar de que el embarazo había progresado de forma normal, la condición de su bebé no fue conocida hasta el nacimiento.

## Alerta de la OMS
El agente infeccioso estuvo en el primer momento de la declaración de epidemia presente en 23 países de América Latina, según la Organización Mundial de la Salud (OMS). El 29 de enero Margaret Chan afirma que el nivel de alerta es el máximo. El responsable de enfermedades infecciosas de la OMS para América, Marcos Espinal, ha afirmado por su parte que calcula que entre unos tres o cuatro millones de personas resultarán infectadas. También ha recordado que el virus llegará a todas las partes donde hay mosquito Aedes aegypti, el cual es el que lo transmite. Los mapas de extensión del dengue (que usa el mismo patrón de transmisión) indican que ese territorio va desde el sur de Estados Unidos hasta el norte de Argentina, y que solo quedan exentos Chile y Canadá.
Sin embargo, los casos de enfermedad por el virus de Zika han experimentado una disminución global desde 2017, la transmisión persiste en niveles bajos en varias naciones de las Américas y otras áreas endémicas. Destacando un cambio preocupante, en 2019 se informaron los primeros casos locales de transmisión del virus de Zika por mosquitos en Europa, y en 2021 se identificaron brotes epidémicos en la India. A la fecha, más de 89 países y territorios han registrado casos de infección por el virus de Zika transmitida por mosquitos.
La vigilancia a nivel mundial aún se considera insuficiente, subrayando la necesidad de una atención continua y un enfoque coordinado para abordar esta persistente amenaza para la salud pública.

### Otros países de América
- El gobierno de países como Colombia, Ecuador, El Salvador, Panamá y Jamaica, aconsejó a las mujeres aplazar sus embarazos hasta conocer más información sobre los posibles riesgos.[31][32]

- Las autoridades de Río de Janeiro en Brasil, anunciaron planes para intentar prevenir la diseminación del virus del Zika durante los Juegos Olímpicos de Río de Janeiro 2016.[33]

- Debido a la "creciente evidencia del vínculo entre el virus del Zika y microcefalia" los Centros para el Control y Prevención de Enfermedades (CDC) de los Estados Unidos, emitieron una alerta de viaje el 15 de enero de 2016, aconsejando a las mujeres embarazadas que consideraran aplazar sus viajes a Brasil, así como a los siguientes países y territorios donde la fiebre del Zika ha sido reportada: Colombia, El Salvador, Guayana Francesa, Guatemala, Haití, Honduras, Martinica, México, Panamá, Paraguay, Surinam y  Puerto Rico.[34] El 22 de enero de 2016 se agregaron ocho países más a la lista: Barbados, Bolivia, Ecuador, Guadalupe, Isla de San Martín, Guyana, Cabo Verde, y Samoa.[35] La agencia emitió directrices adicionales y sugirió que las mujeres que planean quedar embarazadas consulten a su médico antes de viajar.[36]

### Internacional
- Gobiernos y agencias de salud de países como el Reino Unido, Irlanda, Nueva Zelanda, Canadá, Chile, y otros de la Unión Europea, emitieron alertas de viaje similares.[37][32][38][33][33]